# Puerto Arturo, Sonora
Puerto Arturo är en ort i Mexiko.   Den ligger i kommunen Hermosillo och delstaten Sonora, i den nordvästra delen av landet, 1 600 km nordväst om huvudstaden Mexico City. Puerto Arturo ligger 11 meter över havet och antalet invånare är 106.
Terrängen runt Puerto Arturo är platt. Runt Puerto Arturo är det ganska glesbefolkat, med 45 invånare per kvadratkilometer. Det finns inga andra samhällen i närheten. Omgivningarna runt Puerto Arturo är i huvudsak ett öppet busklandskap.